# Prochremylus brevicornis
Prochremylus brevicornis är en stekelart som beskrevs av Charles Thomas Brues 1933. Prochremylus brevicornis ingår i släktet Prochremylus och familjen bracksteklar. Inga underarter finns listade i Catalogue of Life.